# Superunknown
Superunknown je čtvrté studiové album americké hudební skupiny Soundgarden, vydané 8. března 1994 u A&M Records.
Jde o první album skupiny, která obsahuje titulní píseň, tj. píseň, která má stejné jméno jako album. Se zhruba 70 minutami se jedná také o nejdelší album. Jako singly byly vydány písně „Spoonman“, „The Day I Tried to Live“, „Black Hole Sun“, „My Wave“, a „Fell on Black Days“.
Písně na albu zachytily kreativitu a těžkosti z dřívějších děl kapely. Písně jsou textově temné a tajemné, zabývají se využíváním návykových látek, pomstou, strachem, sebevraždami a depresí. Cornell byl v té době inspirován spisy Sylvie Plath.
Album bylo také více experimentální než předchozí alba, některé písně mají nádech středovýchodní nebo indické hudby. Ve skladbách jako „My Wave“ nebo „Black Hole Sun“ je patrná psychedelie. Hudební kritik J. D. Considine prohlásil: "Superunknown ukazuje mnohem větší vypětí a rozsah, než by ukázalo mnoho kapel v celé své kariéře. Nabízí mučivější znázornění odcizení a zoufalství, než In Utero".
Podle fanoušků a kritiků se jedná o nejúspěšnější album skupiny. Svědčí o tom pětinásobné ocenění platinou, celosvětově se jej prodalo přes devět milionů kopií. Singl „Black Hole Sun“ získal cenu Grammy za nejlepší hard rockový počin, singl „Spoonman“ získal cenu za nejlepší metalový počin. Album samotné bylo v roce 1995 nominováno na cenu Grammy za nejlepší rockové album. Roku 2003 jej časopis Rolling Stone vyhlásil 336. nejlepším albem všech dob. Tentýž časopis jej také vyznamenal 38. místem v seznamu nejlepších alb devadesátých let. Magazín Metal Hammer jej vyznamenal albem roku.

## Skladby
Autory všech písní jsou Chris Cornell, Kim Thayil, Ben Shepherd a Matt Cameron.
| Pořadí | Název                   | Délka |
| ------ | ----------------------- | ----- |
| 1.     | Let Me Drown            | 3:54  |
| 2.     | My Wave                 | 5:13  |
| 3.     | Fell on Black Days      | 4:44  |
| 4.     | Mailman                 | 4:27  |
| 5.     | Superunknown            | 5:07  |
| 6.     | Head Down               | 6:10  |
| 7.     | Black Hole Sun          | 5:19  |
| 8.     | Spoonman                | 4:07  |
| 9.     | Limo Wreck              | 5:48  |
| 10.    | The Day I Tried to Live | 5:21  |
| 11.    | Kickstand               | 1:35  |
| 12.    | Fresh Tendrils          | 4:17  |
| 13.    | 4th of July             | 5:09  |
| 14.    | Half                    | 2:15  |
| 15.    | Like Suicide            | 7:13  |

## Sestava
- Chris Cornell – zpěv, akustická kytara
- Kim Thayil – kytara
- Ben Shepherd – baskytara, bicí a perkuse v „Head Down“, doprovodný zpěv v „Spoonman“, hlavní zpěv a kytara v „Half“
- Matt Cameron – bicí, mellotron v „Mailman“, lžíce v „Spoonman“